# 1260 Walhalla
1260 Walhalla је астероид главног астероидног појаса чија средња удаљеност од Сунца износи 2,614 астрономских јединица (АЈ).
Апсолутна магнитуда астероида је 11,9 а геометријски албедо 0,064.